# Дука (фамилия)
Вижте пояснителната страница за други значения на Дука.
Дука (на гръцки: Δούκαι, Dukas; мн.ч. Dukai; женска форма: Δούκαινα; Dukaina) е византийска императорска династия (1059 – 1067; 1071 – 1078). основоположник на фамилията е Андроник Дука, благородник от Пафлагония, близо до Никополис на Черно море, в Мала Азия, който е заемал длъжността стратег на византийската тема Паристрион (Подунавие). Той е баща на ромейския василевс Константин X Дука (1059 – 1067) и на кесаря Йоан Дука от брака си с Мария, дъщеря на унгарския крал Бела I.
През 1057 г. Константин подкрепя възцаряването на Исак I Комнин, но скоро след това преминава към противниците на реформаторската политика на новия император. Благодарение на позицията си през ноември 1059 г. Константин е избран за наследник на Исак I Комнин и на 24 ноември 1059 е коронован за император. При новия владетел влиянието на военната аристокрация отслабва, а в държавното управление нараства авторитетът на столичния елит. Константин X драстично намалява средствата за издръжка на армията, което отслабва отбранителната мощ на Византия и от това се възползват съседите на империята. През 1064 г. узите преминават дунавската граница и достигат чак до земите на Македония и Епир. Същата година селджукските турци опустошават Армения, а маджарите превземат Белград. Високообразованият Константин X се обкръжава с учени и писатели и лично съдейства за разцвета на културния живот в столицата. Негова съпруга е Евдокия Макремволитиса, племенница на константинополския патриарх Михаил Керуларий, който е в основата на Виликата схизма между католическата и православната църква от 1054 г. Най-голямата им дъщеря Анна става монахиня; втората, Теодора, се омъжва за Доменико Селво; третата, Зоя, сключва брак с Адриан Комнин, един от синовете на Исак I Комнин.
Константин X Дука има и трима синове: бъдещия император Михаил VII Дука (1071 – 1078); Константий и Андроник Дука, получил титлата „деспот“. Константий е коронован заедно с брат си Михаил VII още приживе на баща им (1067), но реално не взема участие в управлението. През 1078 г. се отказва от престола, когато Михаил VII решава да му отстъпи властта. Няма деца от брака си Анна, дъщеря на великия киевски княз Всеволод I.
През 1067 г. овдовялата императрица Евдокия се омъжва за Роман IV Диоген (1067 – 1071), на когото предоставя властта. След битката при Манцикерт (1071), първата голяма победа на селджукските турци в настъплението им срещу Византия, Роман IV Диоген попада в плен, по-късно е ослепен и загива при опит да си възвърне властта. На престола в Константинопол окончателно се утвърждава Михаил VII. Неговото управление не променя ситуацията във Византия. Златната монета (номизмата) се обезценява значително, а жителите на столицата недоволстват поради настъпилия глад. Редица аристократи се опитват да се провъзгласят за самостоятелни владетели в провинциите, а князете на хърватите и сърбите получават кралски титли от папата. През 1078 г. Михаил VII е свален, без да окаже съпротива, и е заменен от Никифор III Вотаниат (1078 – 1081). Бившият император приема монашество и впоследствие е избран за митрополит на Ефес. Умира около 1090 г. От своята съпруга Марта-Мария, дъщеря на грузинския цар Баграт IV, Михаил VII има син Константин Дука, съимператор от 1074 г. През 1078 г., след свалянето на баща му, Константин Дука е изпратен в манастир. През 1081 г. следващият император Алексий I Комнин го освобождава, прави го свой съвладетел и го сгодява за дъщеря си Анна Комнина, но той не доживява брака си с нея.
Братът на император Константин X Дука, кесарят Йоан Дука, играе важна роля в политическия живот на Византия, особено при управлението на своя племенник Михаил VII. Той е женен за Ирина Пигонитиса, от която има двама синове: Андроник Дука и Константин Дука. Синът на Константин Дука, Йоан Дука, взема за съпруга Анна, племенница на император Алексий I Комнин. от този брак се ражда дъщеря на име Зоя, омъжена за Георги Вотаниат. Доместикът на схолите Андроник Дука, по-големият син на Йоан Дука, се жени за Мария, дъщеря на Траян и внучка на българския цар Иван Владислав. Тя става майка на три деца: Ирина, византийска императрица чрез брака си с Алексий I Комнин; Анна, омъжена за Георги Палеолог и протостратора Михаил Дука. Михаил Дука е баща на Константин, дукс на Солун през 1118 г. и на три дъщери: Ирина, съпруга на Григорий Каматир; Мария, сключила брак с Йоан Комнин, племенник на император Алексий I Комнин и Теодора.
В началото на 12-ти век родът Дука вече няма представители по мъжка линия, но фамилното име е възприето от повечето негови потомци по женска линия.
Всички византийски императори, представители на фамилията са:
- Константин X Дука (Κωνσταντίνος Ι' Δούκας) 1059 – 1067
- Роман IV Диоген (Ρωμανός Δ' Διογένης) 1067 – 1071
- Михаил VII Дука (Μιχαήλ Ζ' Δούκας) 1071 – 1078
- Никифор III Вотаниат (Νικηφόρος Γ' Βοτανειάτης) 1078 – 1081

След превземането на Константинопол от латинците, зет на никейския император Теодор I Ласкарис е Йоан III Дука Ватаци, като никейска управляваща фамилия Ватаци е клон на по-старата фамилия Дука. През 1246 г. управляващите Никея Ласкариди успяват да се споразумеят с управляващата Солун византийска династия на Ангелите. Втората съпруга на Йоан III Дука Ватаци е дъщерята на император Фридрих II, а синът му Теодор II Ласкарис и внукът му Йоан IV Дука Ласкарис управляват Никейската империя почти до възстановяването на Византия от последната управляваща Източната Римска империя династия, тази на Палеолозите.
Приеманата за първата жена-историк Анна Комнина в своята „Алексиада“ се изказва твърде неласкаво за управлението на империята от представителите на фамилията Дука през 11 век.